# سرکمری
سرکمری روستایی در دهستان والانجرد بخش والانجرد شهرستان  بروجرد استان لرستان ایران است.

## جمعیت
بر پایه سرشماری عمومی نفوس و مسکن در سال ۱۳۹۵ جمعیت این روستا ۳۷ نفر (۱۲خانوار) بوده‌است.